# Ras Beirut

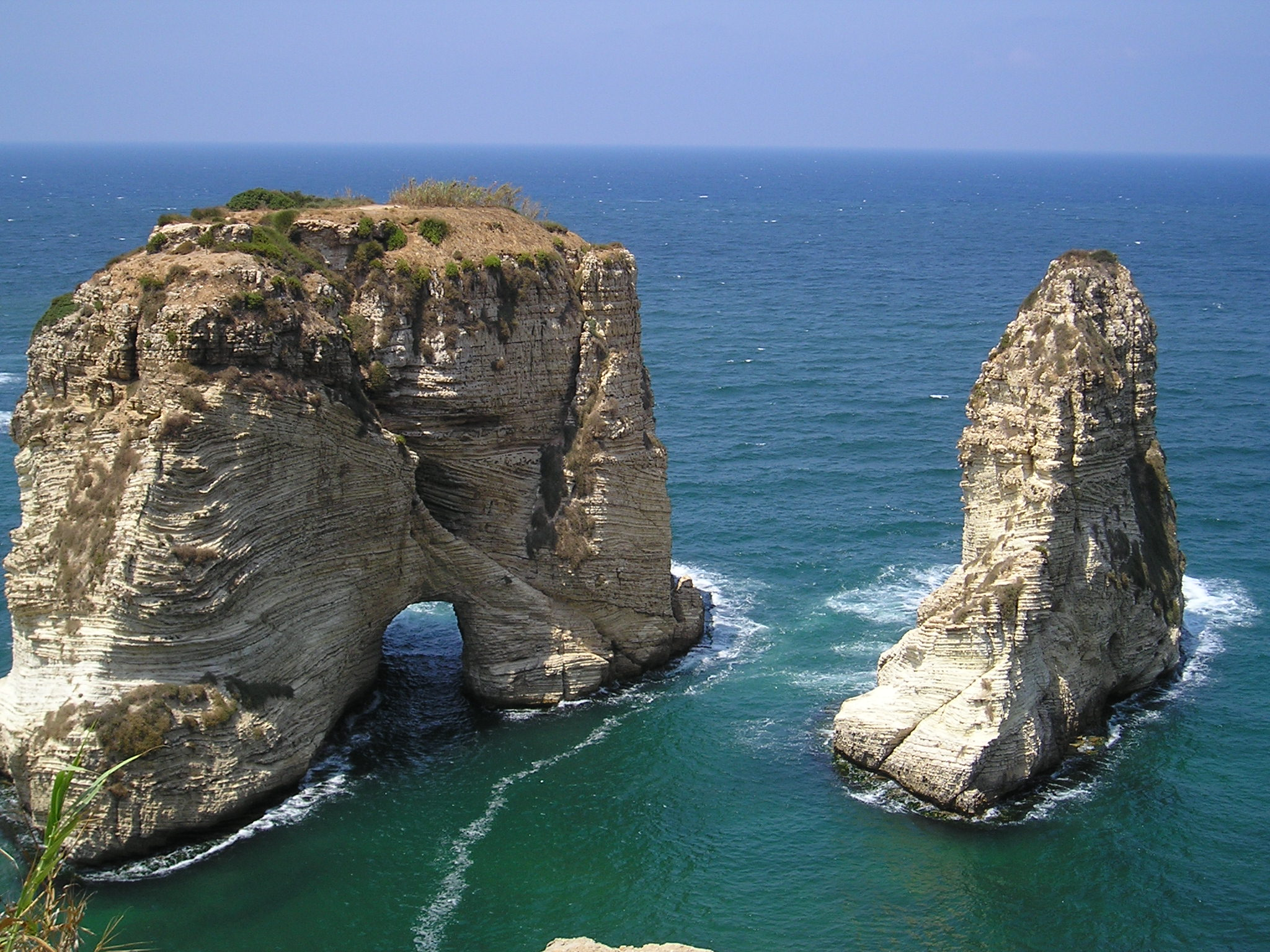
Die Taubenfelsen (2005)

Ras Beirut (arabisch رأس بيروت, DMG Raʾs Bairūt; wörtlich „der Kopf“ oder „die Spitze“ von Beirut) ist ein Bezirk der libanesischen Hauptstadt Beirut. Er liegt im Westen der Stadt und grenzt an das Mittelmeer.
Ras Beirut besteht aus den sieben Stadtteilen: Jounblat (Sektor 32), Snoubra (Sektor 33), Hamra (Sektor 34), Manara (Sektor 36), Koreitem (Sektor 37), Raoucheh (auch „Raouché“ geschrieben; Sektor 38) und Ain el-Tiné (Sektor 39). Die Rue Hamra ist eine der Hauptgeschäftsstraßen von Beirut. In Ras Beirut befinden sich außerdem zahlreiche Bildungseinrichtungen wie die Libanesisch-Amerikanische Universität (LAU) und die Near East School of Theology (NEST). Zu den bekannten Theatern zählen das Masrah al-Madina und das Metro al-Madina. Die an der Küste von Ras Beirut liegenden Taubenfelsen (Raoucheh Rocks) sind eines der Wahrzeichen Beiruts.